# Padang Pagun
Padang Pagun is een bestuurslaag in het regentschap Lahat van de provincie Zuid-Sumatra, Indonesië. Padang Pagun telt 1140 inwoners (volkstelling 2010).